# Kläd dig, själ, i högtidskläder
Kläd dig, själ, i högtidskläder är en nattvardspsalm med text skriven 1964 av Anders Frostenson och musik skriven 1649 av Johann Crüger.

## Publicerad som
- Den svenska psalmboken 1986 som nr 394 under rubriken "Nattvarden".
- Psalmer och sånger 1987 som nr 435 under rubriken "Kyrkan och nådemedlen - Nattvarden".[1]